# رسن (شوش)
رسن (شوش)، روستایی از توابع بخش فتح‌المبین شهرستان شوش در استان خوزستان ایران است.

## جمعیت
این روستا در دهستان چنانه قرار دارد و براساس سرشماری مرکز آمار ایران در سال ۱۳۸۵، جمعیت آن ۸۵ نفر (۱۴خانوار) بوده‌است.